# دانویرک
دانویرک (به انگلیسی: Danevirke) در کشور آلمان واقع شده‌است. دانویرک از آثار فرهنگی میراث جهانی ثبت‌شده در این کشور است که در سال ۲۰۱۸ با شماره ثبت ۱۵۵۳ در فهرست میراث جهانی یونسکو به ثبت رسید.

## ثبت در یونسکو
سایت‌های میراث جهانی سازمان آموزشی، علمی و فرهنگی ملل متحد، یونسکو مکان‌هایی هستند که دارای اهمیت فرهنگی یا طبیعی هستند، همان‌طور که در پیمان‌نامه میراث جهانی یونسکو، که در سال ۱۹۷۲ تأسیس شده، شرح داده شده‌است. طبق کنوانسیون یونسکو هر اثری پس از ثبت توسط این کمیته باید از سوی کشور نگهدارنده اثر مورد توجه ویژه قرار گیرد و انجام هرگونه دخل و تصرف یا اقدامی که باعث به خطر افتادن آن شود، ممنوع است.
دانویرک در ۴۲امین نشست کمیته میراث جهانی یونسکو در سال ۲۰۱۸ با معیارهای (iii), (iv) به عنوان یک اثر فرهنگی در فهرست میراث جهانی یونسکو در آلمان قرار گرفت.